# Serinus hypostictus
Serinus hypostictus là một loài chim trong họ Fringillidae.